# Luis Cid Pérez
Luis Cid Pérez (Allariz, Ourense, 9 de desembre de 1929 - ib., 13 de febrer de 2018), conegut com a Carriega, va ser un futbolista i entrenador gallec, que jugava en la posició de davanter.
Carriega va jugar 8 temporades consecutives a la Segona Divisió espanyola, tres amb la UD Orensana (1949-1952), dues amb el Racing de Ferrol (1952-1954), dues amb el Reial Oviedo (1954-1956), amb el qual va disputar dues promocions d'ascens a la Primera Divisió, i una amb el Real Burgos (1956-1957), equip en el qual va finalitzar la seva carrera com a jugador professional.
Com a entrenador, Carriega va dirigir 13 equips diferents. Destaca el seu pas per equips de la Primera Divisió: Sporting de Gijón, contribuint a la seva promoció a la Segona Divisió a la temporada 1969-70, Reial Saragossa, Sevilla FC, Reial Betis i Atlètic de Madrid.